# Júnior Morais
Iraneuton Sousa Morais Júnior (sinh ngày 22 tháng 7 năm 1986), thường gọi Júnior Morais hay Júnior Maranhão, là một cầu thủ bóng đá người Brasil thi đấu cho câu lạc bộ România FCSB ở vị trí hậu vệ trái.

## Thống kê sự nghiệp

### Câu lạc bộ
Tính đến 14 tháng 5 năm 2018
| Câu lạc bộ          | Mùa giải            | Giải vô địch | Giải vô địch | Cúp     | Cúp       | Cúp Liên đoàn | Cúp Liên đoàn | Châu Âu | Châu Âu   | Khác    | Khác      | Tổng cộng | Tổng cộng | Tổng cộng |
| Câu lạc bộ          | Mùa giải            | Số trận      | Bàn thắng    | Số trận | Bàn thắng | Số trận       | Bàn thắng     | Số trận | Bàn thắng | Số trận | Bàn thắng | Số trận   | Bàn thắng |           |
| ------------------- | ------------------- | ------------ | ------------ | ------- | --------- | ------------- | ------------- | ------- | --------- | ------- | --------- | --------- | --------- | --------- |
| São Cristóvão       | 2006                | ?            | ?            | –       | –         | –             | –             | –       | –         | –       | –         | ?         | ?         |           |
| São Cristóvão       | 2007                | ?            | ?            | –       | –         | –             | –             | –       | –         | –       | –         | ?         | ?         |           |
| São Cristóvão       | 2008                | ?            | ?            | –       | –         | –             | –             | –       | –         | –       | –         | ?         | ?         |           |
| São Cristóvão       | 2009                | ?            | ?            | –       | –         | –             | –             | –       | –         | –       | –         | ?         | ?         |           |
| São Cristóvão       | Tổng cộng           | ?            | ?            | –       | –         | –             | –             | –       | –         | –       | –         | ?         | ?         |           |
| Freamunde           | 2009–10             | 19           | 2            | 2       | 1         | 0             | 0             | –       | –         | –       | –         | 21        | 3         |           |
| Freamunde           | 2010–11             | 13           | 1            | 0       | 0         | 3             | 0             | –       | –         | –       | –         | 16        | 1         |           |
| Freamunde           | Tổng cộng           | 32           | 3            | 2       | 1         | 3             | 0             | –       | –         | –       | –         | 37        | 4         |           |
| Astra Giurgiu       | 2010–11             | 14           | 0            | –       | –         | –             | –             | –       | –         | –       | –         | 14        | 0         |           |
| Astra Giurgiu       | 2011–12             | 31           | 0            | 1       | 0         | –             | –             | –       | –         | –       | –         | 32        | 0         |           |
| Astra Giurgiu       | 2012–13             | 33           | 3            | 5       | 0         | –             | –             | –       | –         | –       | –         | 38        | 3         |           |
| Astra Giurgiu       | 2013–14             | 33           | 2            | 5       | 1         | 0             | 0             | 8       | 0         | –       | –         | 46        | 3         |           |
| Astra Giurgiu       | 2014–15             | 29           | 0            | 0       | 0         | 4             | 0             | 10      | 0         | 1       | 0         | 44        | 0         |           |
| Astra Giurgiu       | 2015–16             | 29           | 1            | 1       | 0         | 1             | 0             | 6       | 0         | –       | –         | 37        | 1         |           |
| Astra Giurgiu       | 2016–17             | 29           | 0            | 4       | 1         | 0             | 0             | 11      | 0         | 1       | 0         | 45        | 1         |           |
| Astra Giurgiu       | Tổng cộng           | 198          | 6            | 16      | 2         | 5             | 0             | 35      | 0         | 2       | 0         | 256       | 8         |           |
| FCSB                | 2017–18             | 21           | 0            | 0       | 0         | –             | –             | 11      | 2         | –       | –         | 32        | 2         |           |
| FCSB                | Tổng cộng           | 21           | 0            | 0       | 0         | –             | –             | 11      | 2         | –       | –         | 32        | 2         |           |
| Tổng cộng sự nghiệp | Tổng cộng sự nghiệp | 251          | 9            | 18      | 3         | 8             | 0             | 46      | 2         | 2       | 0         | 325       | 14        |           |

## Đời sống cá nhân
Vào tháng 9 năm 2017, Morais obtained Romanian citizenship, becoming eligible to represent the Romanian national football team.

## Danh hiệu

### Câu lạc bộ
Astra Giurgiu
- Liga I: 2015–16
- Cúp bóng đá România: 2013–14
- Siêu cúp bóng đá România: 2014, 2016